# Klong!
Klong! Ein Deckbau-Abenteuer (englischer Titel: Clank!: A Deck-Building Adventure) ist ein Brettspiel aus dem Jahr 2016 für 3 bis 4 Spieler. Autor ist Paul Dennen, die Gestaltung stammt von
Rayph Beisner, Raul Ramos und Nate Storm. In Deutschland erschien es im Schwerkraft-Verlag.

## Spielbeschreibung
Klong! kombiniert eine Deck-Building-Mechanik, wie sie Dominion populär gemacht hat, mit der Verwendung von Spielfiguren auf einem Spielbrett. Es sind verschiedene Erweiterungen bzw. eigenständige Spiele mit der gleichen Mechanik erschienen, u. a. Clank! In! Space! (2017).

## Ausgaben (englischsprachig)
Das Spiel erschien zuerst 2016 in Zusammenarbeit der Verlagen Dire Wolf und Renegade Game Studios unter dem Titel Clank!: A Deck-Building Adventure. Seit 2017 wurde es in mehreren Sprachen übersetzt und veröffentlicht; eine deutschsprachige Version erschien im Schwerkraft-Verlag, weitere Versionen gibt auf Italienisch, Französisch, Portugiesisch, Spanisch, Russisch, Polnisch, Tschechisch, Ungarisch, Koreanisch und Japanisch.
Für das Spiel erschienen mehrere Erweiterungen, darunter:
- Clank! Expeditions: Temple of the Ape Lords (2019)
- Clank! Expeditions: Gold and Silk (2018)
- Clank!: The Mummy’s Curse (2018)
- Clank!: Sunken Treasures (2017)

Eigenständige, von Klong! abgeleitete Spiele sind Clank! In! Space! (2017), Clank! Legacy: Acquisitions Incorporated (2019) und Clank! Catacombs (2022).

## Belege
1. ↑  Versionen von Arche Nova in der Spieledatenbank BoardGameGeek (englisch); abgerufen am 23. Oktober 2022.